# Christy Walsh
Christopher Walsh, detto Christy (Tralee, 1920 – Dublino, 1º dicembre 1985), è stato un cestista irlandese.

## Carriera
Con l'Irlanda ha preso parte ai Giochi della XIV Olimpiade.